# Трнє (Загреб)
Трнє (хорв. Trnje) — міська самоврядна одиниця столиці Хорватії Загреба. Набув статусу міського району (хорв. gradska četvrt) 14 грудня 1999 згідно зі Статутом міста Загреба в рамках самоорганізації міста. Має районний орган самоврядування — виборну раду, на чолі якої стоїть голова. У лютому 2009 року в районі створено 13 місцевих комітетів.
За даними перепису 2011, район налічував 42 282 жителі.

## Положення

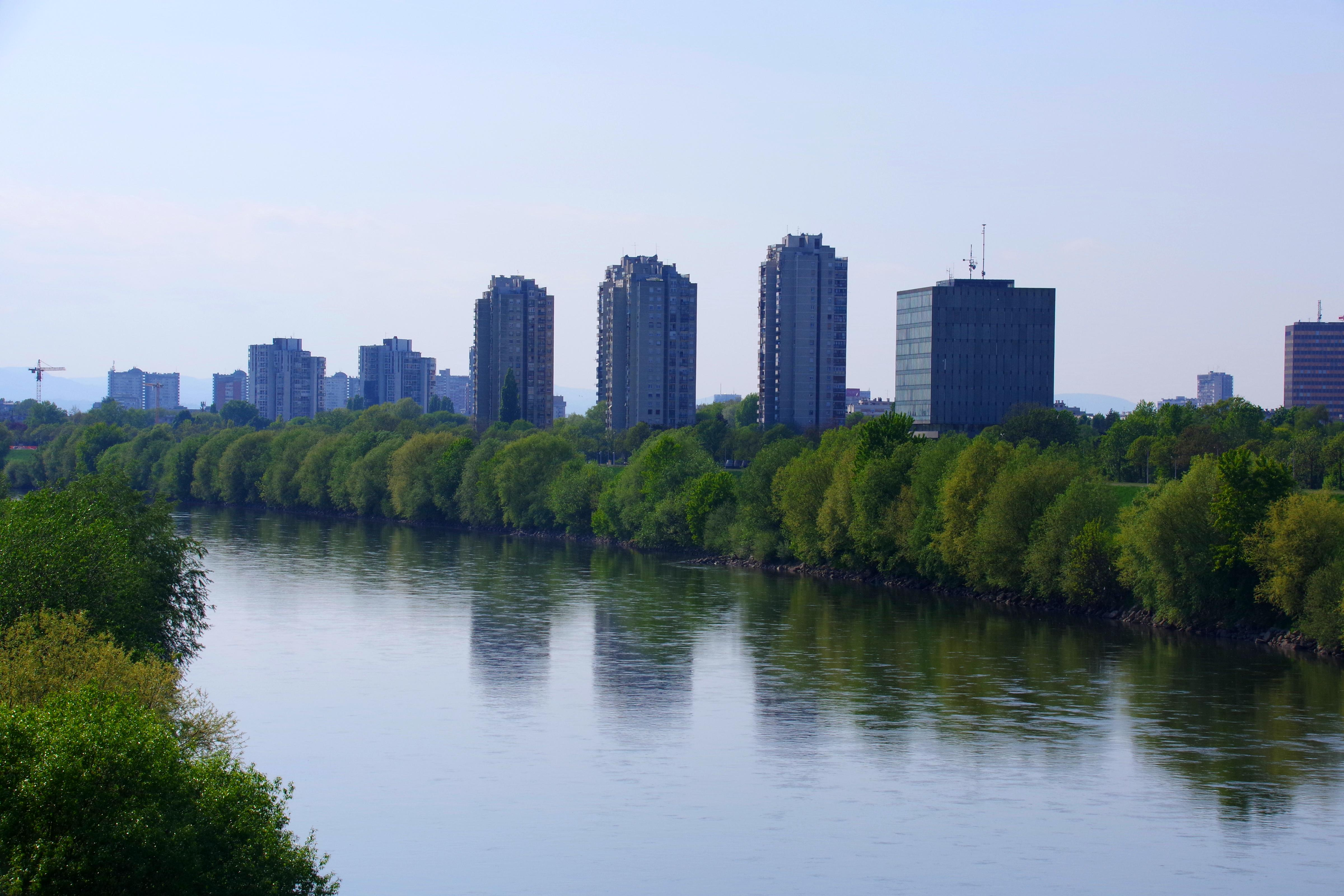
Вигляд району з боку річки Сава

Розташований у центральній частині міста, на південь від Нижнього міста, по інший бік залізниці (Загребський головний вокзал), на схід від Трешнєвки (Савський шлях), на захід від Пещениці (проспект Вєкослава Гайнцеля і Држичева вулиця) та на північ від річки Сава. Район перетинає Славонський проспект. У районі знаходиться найвищий будинок у Хорватії.
Територія району виразно рівнинна, полога, простягається уздовж лівого, північного берега Сави.

## Історія
Увійшов у межі міста 1927 року зусиллями мера В'єкослава Гайнцеля вкупі з кількома іншими районами, головним чином з метою розміщення людей, конче потрібних для розширення промислового сектора Загреба.
Урбанізація у першій половині XX ст. торкнулася ділянки між залізничним насипом і Вараждинським шляхом. У той час (1931 р.) на протязі сьогоднішньої вулиці Држичевої було перекрито колишній міський дренажний канал, про що досі нагадує усталена назва тамтешнього мікрорайону та місцевого комітету — Канал.
Цей низовинний район, сьогодні майже повністю урбанізований, у минулому, аж до будівництва насипу вздовж річки Сави, часто потерпав від її розливу і підтоплень. Із цієї причини нинішні тамтешні мікрорайони були побудовані відносно пізно, в середині чи у другій половині минулого століття. У районі Савиці житловий масив було зведено буквально на колишньому руслі річки Сави та її рукавах.

## Список мікрорайонів Трнє

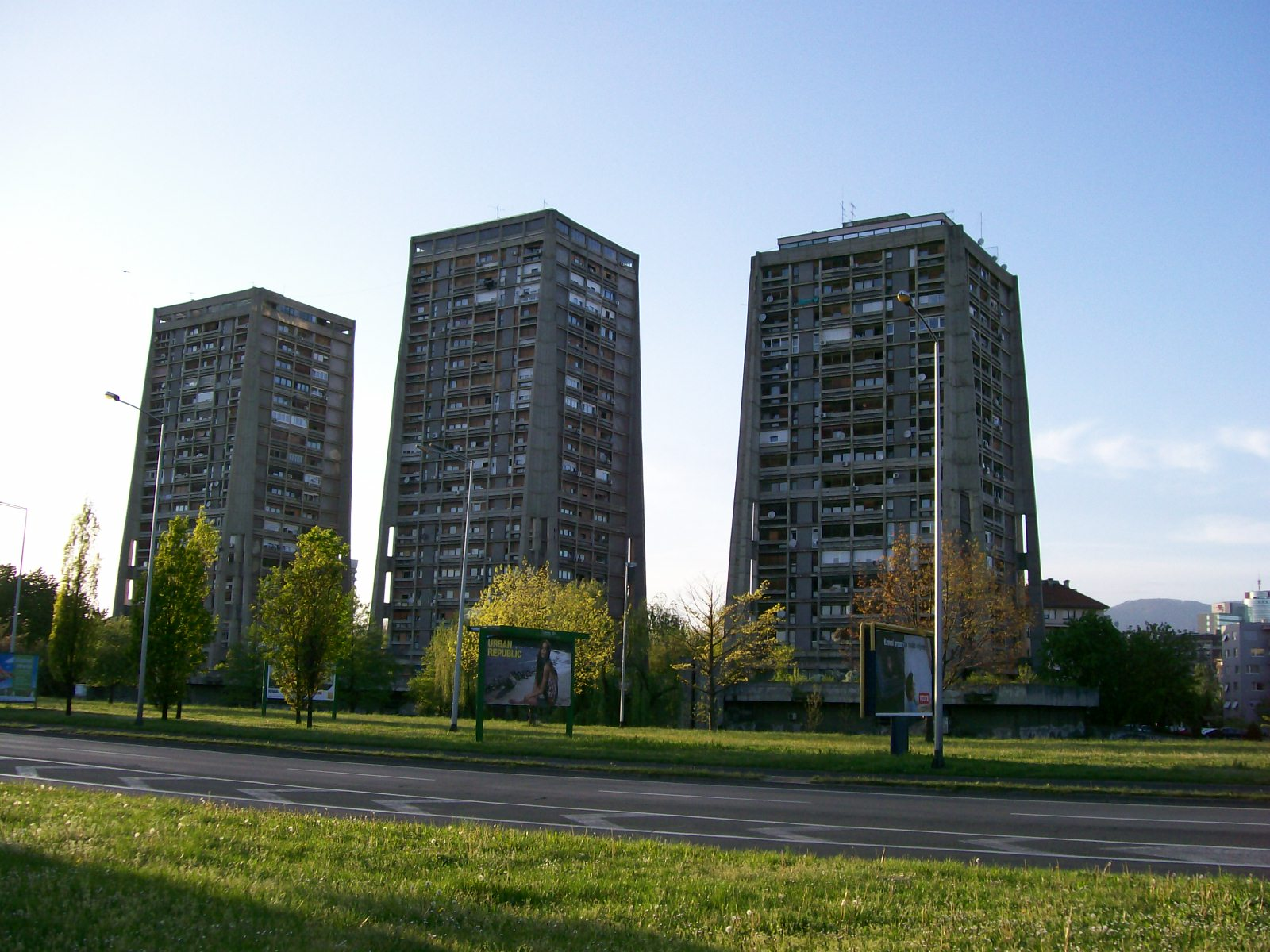
Хмарочоси Ріхтера, у просторіччі відомі як «Ракети» — три багатоповерхівки, що височать на Зеленій площі у мікрорайоні Врбик

- Врбик
- Завртниця
- Канал
- Круге
- Мартиновка
- Савиця
- Сигечиця
- Цвєтно Населє